# Yasin Barnawi
Yasin Barnawi, né le 1er octobre 1993 à Riyad en Arabie saoudite, est un footballeur saoudien. Il évolue au poste d'arrière droit avec le club d'Al-Qadsiah FC.

## Biographie
Avec l'Al-Qadsiah FC, il participe à plus d'une soixantaine de matchs de Saudi Professional League.